# Bitva o Aleppo (2012–2016)
Bitva o Aleppo, či též bitva o Halab, (arabsky معركة حلب‎) bylo armádní střetnutí v syrském Aleppu mezi Syrskou armádou, Hizballáhem a dalšími ší'itskými skupinami (také z Íránu) a kurdskými Lidovými obrannými jednotkami (YPG) na jedné straně proti Svobodné syrské armádě (FSA), sunitské Islámské frontě a dalším sunitským skupinám na straně druhé. Bitva skončila po více než čtyřech letech vítězstvím vládní armády.

## Průběh bitvy
Boje začaly v červenci 2012 během prvního roku občanské války v Sýrii, když jednotky FSA pronikly do města. Počáteční rozsah a význam bitvy vedl bojující k označení bitvy jako „matka všech bitev“.
Během bojů bylo těžce poškozeno i Staré město v Aleppu, které je zapsáno na seznamu světového dědictví UNESCO. 12. července 2015 došlo k explozi, která způsobila zřícení části hradeb citadely. Do té doby už bylo silně poškozeno a mnohde zničeno více než 60 % území Starého města.
V listopadu 2016 zahájily vládní jednotky za pomoci Íránu a šíitských milic z Libanonu a Iráku a za podpory ruského letectva ofenzívu vůči pozicím rebelů ve východním Aleppu, která znamenala rozhodující obrat v celém střetnutí. Během několika týdnů přišli rebelové o většinu čtvrtí, které do té doby měli pod kontrolou. Dne 13. prosince 2016 bylo oznámeno, že boje ve východním Aleppu ustaly a provládní jednotky mají nad městem plnou kontrolu.
Následovala evakuace povstalců, zakončená 22. prosince 2016, kdy Syrská armáda převzala na městem plnou kontrolu.